# Möser (Ortschaft)
Möser ist eine Ortschaft und der Sitz der gleichnamigen Einheitsgemeinde im Landkreis Jerichower Land in Sachsen-Anhalt.

## Geografie
Die Ortschaft liegt sieben Kilometer südwestlich der Kreisstadt Burg und 15 Kilometer nordöstlich der Landeshauptstadt Magdeburg. Im westlichen Teil Mösers liegt der See Fenn.

## Geschichte
Möser war früher Sumpfgebiet. Seine Besiedlungsnachweise reichen bis in die Frühgeschichte zurück. Mit der Verlegung der Eisenbahnstrecke von Magdeburg nach Potsdam durch die Berlin-Potsdam-Magdeburger Eisenbahngesellschaft um 1870 von einer hochwassergefährdeten Trasse in der Nähe der Elbe nach Osten erhielt Möser einen Bahnhof. Seitdem entwickelte sich der Ort. In der Ortschronik heißt es: So wurde in dieser Zeit mit der Bebauung westseitig der Chaussee bis zum Bahnhof, nördlich bis zu den sumpfigen Wiesen und dem Schermener Weg und südlich bis zur Kastanienallee begonnen. Hier wurde vor allem die „Gartenstadt Möser AG“ aktiv, die hauptsächlich von Berliner Geschäftsleuten gegründet worden war.
Am 1. Oktober 1920 wurde der Gutsbezirk Möser in eine Landgemeinde gleichen Namens umgewandelt.

## Religion

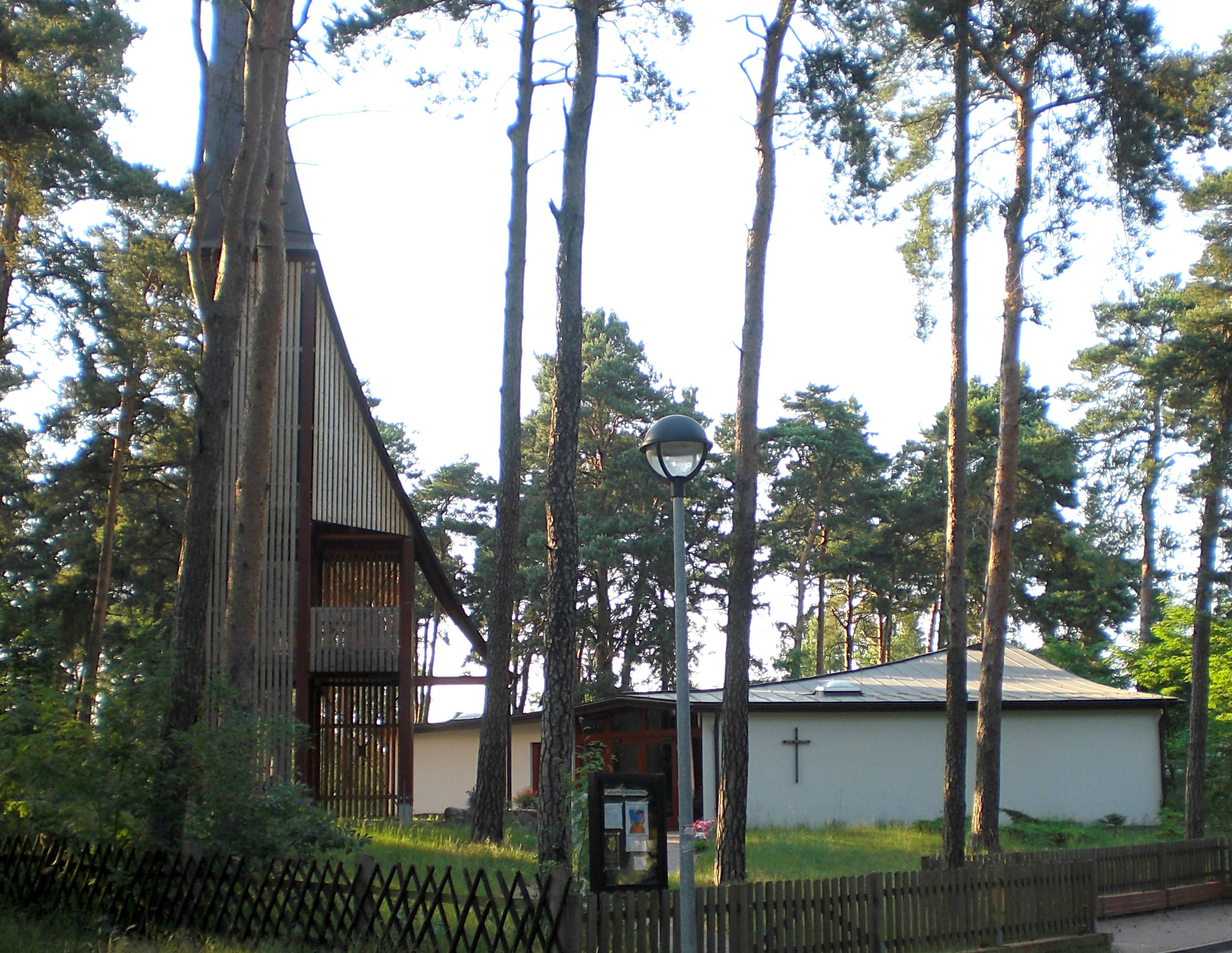
Evangelische Kirche von 2002

Die evangelische Kirchengemeinde Möser im Kirchenkreis Burg wurde am 1. April 1934 errichtet. Sie wurde mit den Kirchengemeinden Detershagen und Schermen unter dem Pfarramt in Detershagen verbunden. Zuvor gehörten die evangelischen Einwohner der Landgemeinde Möser zur Kirchengemeinde Schermen.
Die evangelische Kirche Möser wurde 2002 an der Stelle eines Vorgängerbaus von 1979 errichtet. Sie gehört zum Kirchenkreis Elbe-Fläming im Propstsprengel Stendal-Magdeburg der Evangelischen Kirche in Mitteldeutschland.
Im Zuge der Flucht und Vertreibung Deutscher aus Mittel- und Osteuropa 1945–1950 ließen sich im ursprünglich evangelisch-lutherisch geprägten Möser und den umliegenden Ortschaften Katholiken in größerer Zahl nieder, so dass es 1946 zur Gründung einer katholischen Kirchengemeinde kam. 1947 folgte die Gründung der Kuratie Möser, die zur Pfarrei Burg gehörte, und die Errichtung einer Barackenkapelle. 1974 wurde die Kapelle durch einen Neubau an der August-Bebel-Straße ersetzt. Die Kapelle, die das Patrozinium Maria, Hilfe der Christen trug, wurde am 15. März 2012 profaniert und später abgerissen, auf ihrem Grundstück steht heute ein Wohngebäude. Heute gehören die Katholiken in Möser zur Pfarrei St. Johannes der Täufer (Burg).
Die Volkszählung in der Europäischen Union 2011 zeigte, dass von den 8.127 Einwohnern der Gemeinde Möser rund 12,5 % der evangelisch-lutherischen und rund 3 % der römisch-katholischen Kirche angehörten. Der Mehrzahl der Einwohner gehörte keiner Religionsgemeinschaft an.

## Politik

### Ortschaftsrat und Ortsbürgermeister
Als Ortschaft der Einheitsgemeinde Möser übernimmt ein so genannter Ortschaftsrat die Wahrnehmung der speziellen Interessen des Ortes innerhalb bzw. gegenüber den Gemeindegremien. Er wird aus neun Mitgliedern gebildet. Als weiteres ortsgebundenes Organ fungiert der Ortsbürgermeister, dieses Amt wird zur Zeit von Denny Hitzeroth (SPD) wahrgenommen.

### Wappen und Flagge
Das Wappen wurde am 25. Juni 2007 durch den Landkreis genehmigt.
Blasonierung: „In Silber zwischen zwei wachsenden grünen Tannen eine eingebogene grüne Spitze, belegt mit drei (1:2) silbernen Lilien.“
Das Ortswappen wurde ebenfalls von Jörg Mantzsch entworfen. Die Lilien stehen für das jahrhundertelang existierende Sumpfgebiet, während die Tannen den Wald verkörpern. Die heraldisch klassische Schildspaltung durch die eingebogene Spitze mag als kühner Schwung der durchlaufenden Eisenbahnlinie angesehen werden. Die Einführung des Wappens wurde vom Gemeinderat im Mai 2010 beschlossen.
Die Flagge ist grün-weiß gestreift und mit dem Gemeindewappen belegt.

## Bauwerke

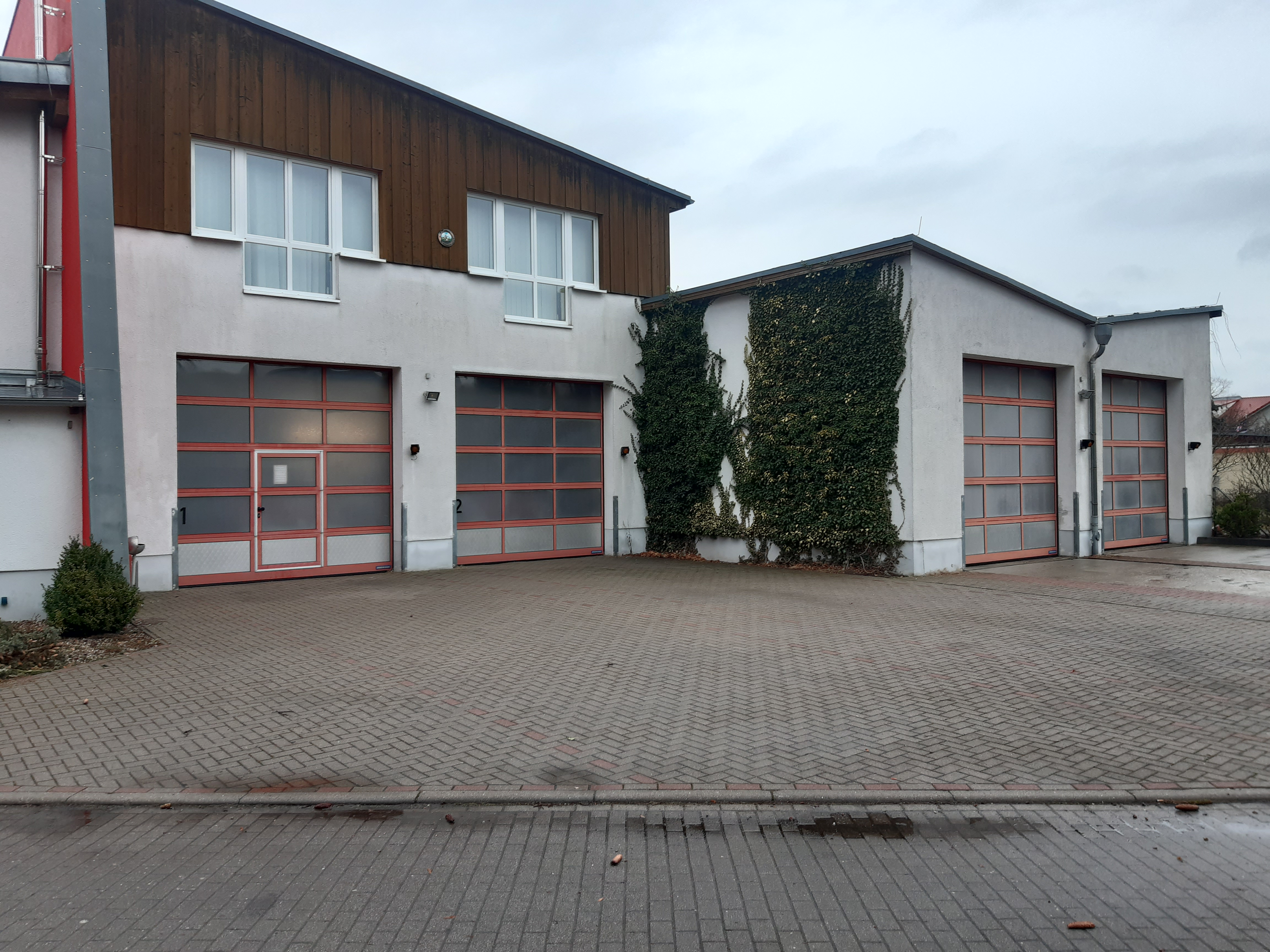
Feuerwehrhaus von 2002

Seit 2002 besteht in Möser die in Form einer Arche gebaute evangelische Kirche Möser.

## Persönlichkeiten

### In Möser geboren
- Arthur Meyer (1884–1970), Generalstabsintendant der Wehrmacht
- Gregor Kurella (1925–2016), Biologe in Moskau

### Mit Möser verbunden
- Heinz Israel (* 1937), Gebrauchsgrafiker und Maler